# 蛮幽鬼
《蛮幽鬼》（ばんゆうき）是日本新感线剧团于2009年演出的一部古装舞台剧。2010年10月舞台剧以电影的形式公映。

## 制作人员
- 编剧： 中岛一树
- 演出： いのうえひでのり
- 美术： 堀尾幸男
- 照明： 原田保
- 服装： 小峰リリー
- 动作： 川崎悦子
- 日舞动作： 飞鸟左近
- 音乐： 冈崎司
- 音响： 井上哲司
- 音效： 末谷あずさ、大木裕介
- 杀阵指导： 田尻茂一、川原正嗣、前田悟
- 动作执导： 川原正嗣
- 发型： 宫内宏明
- 小道具： 高桥岳藏
- 特殊効果： 南义明
- 光影： 上田大树
- 音乐部： 右近健一
- 演出助手： 山崎总司
- 舞台导演： 芳谷研
- 宣传美术： 河野真一
- 宣传写真： 野波浩
- 宣传化妆： 内田百合香
- 蛮幽像制作・特殊化妆： 中田彰輝、橋本隆公
- 制作人： 真藤美一（松竹）、村上具子（松竹）、柴原智子（ヴィレッヂ）
- 企划： 细川展裕（ヴィレッヂ）

## 故事剧情
伊达土门等四名各怀愿景的凤来国学子，来到西方大陆果拿国求学。就在四人学成即将回国之际，伊达土门的同僚兼好友京兼调部遭人杀害，而他则被另外两个同僚稀浮名与音津空麿诬陷为凶手。伊达土门随即被关入果拿国南方海域中的监狱岛。
伊达土门在守卫森严的监狱岛上被囚禁了十年，已然白发的他表面故作疯癫，内心从未忘记同僚的背叛，强烈的复仇感成为他活下来的源动力。偶然间，伊达土门在监狱岛深处救下一名叫saji的神秘人，在他的帮助下伊达土门成功逃离孤岛。心怀仇恨的伊达土门改头换面成为蛮心教教主飞头蛮，踏上归国复仇之路……

## 人物角色
| 演員         | 角色              | 人物介紹 |
| 上川隆也     | 伊达土门 / 飞头蛮 | 男主角。凤来国的求学者之一，怀揣治国理想的他准备用在果拿国学到的知识为祖国的建设出力。就在回国前夕，同僚兼好友京兼调部遇害身亡，伊达土门被同僚稀浮名与音津空麿诬陷为凶手，最终被关入监狱岛。在被监禁十年后，一次机缘巧合下伊达土门与神秘人saji相遇，在他的帮助下伊达土门终于逃出监狱岛，更名为飞头蛮的他开始了复仇之路。 |
| 稻森泉       | 京兼美古都        | 女主角。凤来国大臣京兼惜春的女儿，京兼调部的妹妹。她与伊达土门互有好感，并期盼着他学成的归来。从稀浮名与音津空麿口中得伊达土门杀死了哥哥京兼调部，百般疑惑的美古都也不得不接受事实。后来她成为凤来国王妃。 |
| 早乙女太一   | 方白 / 刀衣       | 流落到凤来国的狼兰族男子。在多年前被京兼美古都救下，为报恩而成为京兼家的得力卫士。一方面他化身为舞姿优美打探情报的舞姬方白，另一方面又是武功高强时刻保护美古都的英勇武士刀衣。 |
| 桥本润       | 稀道活            | 凤来国的右大臣，稀浮名的父亲。他自诩为凤来国的实际支配者，敌视左大臣京兼惜春，是一个想取代国王的野心家。 |
| 高田圣子     | ペナン（佩娜）    | 在监狱岛中被伊达土门解救的女子，实际身份是哈曼国的公主，为报答土门救命之恩而成为其追随者。 |
| 粟根诚       | 音津空麿          | 凤来国的求学者之一。在果拿国求学期间，与稀浮名一起陷害了同僚伊达土门。后来成为果拿国蛮教在凤来国的最高领导者。 |
| 山内圭哉     | 稀浮名            | 凤来国的求学者之一。凤来国右大臣稀道活的儿子。一直对京兼美古都有好感的他，在果拿国与音津空麿一起陷害了伊达土门。归国后更与父亲一起狼狈为奸。 |
| 山本亨       | 游日蔵人          | 凤来国的卫士。是一位有正义感的武士，心中时刻以保护凤来国都为己任。 |
| 千叶哲也     | 京兼惜春          | 凤来国的左大臣，京兼美古都与京兼调部的父亲。是一位深谋远虑的阴谋家。 |
| 堺雅人       | saji              | 为躲避仇家的狼兰族男子。在监狱岛中被伊达土门救下。他亦帮助伊达土门越狱，还将剑术传给了他。是一位面带笑容，内心却冷酷的杀手。 |
| 右近健一     | 凤来国国王        | 凤来国的国王。生性软弱，娶了京兼美古都为妃。最后为saji所杀。 |
| 逆木圭一郎   | 音津物欲          | 音津空麿的父亲。 |
| 河野まさと   | ガラン（伽澜）    | 哈曼国人，表面于监狱岛任职，实际寻找机会解救哈曼公主佩娜。 |
| 村木よし子   | 鹿女              | 稀浮名的妻子。是一位性格泼辣蛮横的女性。本应成为稀道活的妻子，但狡猾的稀道活在关键时候把她推给了自己的儿子，常因其暴躁的脾气让稀浮名痛不欲生。 |
| インディ高橋 | 果拿国船吏        | |
| 山本カナコ   | 丹色              | 一位女性间谍。是京兼惜春部下，专门为其打探情报。 |
| 礒野慎吾     | 果拿国国王        | |
| 中谷さとみ   | ロクロク（洛克）  | 哈曼国人，是哈曼国公主佩娜的手下。 |
| 保坂エマ     | 七芽              | 京兼美古都的侍女。 |
| 村木仁       | 监狱岛看守        | |
| 川原正嗣     | 京兼调部          | 凤来国的求学者之一。是凤来国左大臣京兼惜春的儿子，京兼美古都的哥哥。在果拿国被杀害。 |
| 前田悟       | 东寺无骨          | |
| 武田浩二     | 果拿国学者        | 是伊达土门等人在果拿国的授业老师。 |

## 主题曲
- 《滴水之爱》（一滴の愛）
  - 作词： 森雪之丞
  - 作曲： 冈崎司
  - 演唱： 森奈みはる

- 《万叶歌舞》
  - 作词： 取自诗歌万叶集
  - 作曲： 冈崎司
  - 演唱： 木津茂理